# アインシュタイン賞
アインシュタイン賞（英: Einstein Prize）はアメリカ物理学会により、重力分野で顕著な業績をあげた研究者に隔年で授与される科学賞。賞の名前はアルベルト・アインシュタインに由来する。
アメリカ物理学会の重力物理グループ(Topical Group of Gravitation)によって設立され、2007年現在、賞金は1万ドル。

## 受賞者
- 2025年: Eric G. Adelberger
- 2023年: Gary Horowitz
- 2021年: Clifford Will、Saul Teukolsky
- 2019年: Abhay Ashtekar
- 2017年: Robert Wald
- 2015年: ヤコブ・ベッケンシュタイン
- 2013年: アーウィン・シャピロ
- 2011年: Ezra T. Newman
- 2009年: James Hartle
- 2007年: レイナー・ワイス、ロナルド・ドリーバー
- 2005年: ブライス・ドウィット
- 2003年: ジョン・ホイーラー、Peter G. Bergmann